# Kejserliga ryska armén
Kejserliga ryska armén var Kejsardömet Rysslands markstyrkor, aktiv från cirka 1721 till den ryska revolutionen 1917. I början av 1850-talet bestod den ryska armén av mer än 900 000 reguljära soldater och nästan 250 000 irreguljära (mestadels kosacker).

## Landfästningar
Rysslands västgräns skyddades av fästningar speciellt i Polen. Den första försvarslinjen i Polen var Bobr-Narew-Wisła-linjen. Huvudfästningen i Wisłalinjen och den viktigaste övergångspunkten var Warszawa vars flanker skyddades av Ivangorod i söder och Modlin vid floden Narew i norr. Längs med Narew låg fästningarna i Zegrze, Pultusk, Rozan, Ostrolenka och Łomża, samt vid floden Bobr fästningen Gonjondz. Bakom Wisła-linjen låg i Pripetträsken i norr fästningarna Brest-Litovskij, Bialystok, Kovno, Grodno och Olita.
I Volynien erbjöd ett stort antal tillflöden till Pripetfloden naturliga försvarslinjer men då all dessa kunde kringgås närmare gränsen till österrikiska Galizien, lät man till en början istället ombygga den gamla fästningen Luck på 1880-talet samt omge den med en fortgördel. När sedan Rivne och Dubno började befästas bildades en fästningstriangel med 45-60 km långa sidor. Längst tillbakadragen var Daugava-Beresina-Dneprlinjen, i vilken de gamla fästningarna Daugavpils, Bobruisk och Kiev låg. Bobruisk som låg vid Beresina slopades dock 1897 som fästning medan de två andra fästningarna bibehölls som depåplatser, dock förstärktes Kiev väsentligt av en dubbel fortgördel. Den längre söderut liggande fästningen vid Bender slopades dock 1897.
I Kaukasien fanns fästningarna Kars, Alexandropol, Olty, Medjingert, Ardahan, Achaltzik, Achalkalaki, Vladikavkaz, Erivan och Sjusja; och slutligen skyddades Amurbanan av en rad fästningar.

## Sjöfästningar
Mellan 1809 och 1854 hade Ryssland även en stark militär närvaro på Åland och uppförde där bland annat Bomarsunds fästning.